# Hexatoma laticostata
Hexatoma laticostata är en tvåvingeart som beskrevs av Alexander 1937. Hexatoma laticostata ingår i släktet Hexatoma och familjen småharkrankar. Inga underarter finns listade i Catalogue of Life.